# Leopold Helweg
Leopold Hans Andreas Helweg, född 2 mars 1851 i Köpenhamn, död där 6 augusti 1920, var en dansk trädgårdsman. Han var son till Ludvig Nicolaus Helweg.
Efter praktisk och teoretisk utbildning i trädgårdsskötsel och en utrikes studieresa anställdes Helweg 1878 som assistent vid Landbohøjskolen. Efter sex år lämnade han denna befattning och ägnade sig därefter främst åt försöksverksamhet. År 1886 blev han ledare för de av Foreningen til kulturplanternes forbedring med statsunderstöd anlagda rotfruktförsöken och senare (från 1893) ledare för statens rotfruktförsök. I dessa befattningar uppnådde han resultat som var av största ekonomiska betydelse för det praktiska lantbruket och genomarbetade frågorna om bland annat rotfrukternas fodervärde och de olika betstammars relativa odlingsvärde. 
Helweg meddelade resultaten av sin försöksverksamhet genom en lång rad berättelser och artiklar i jordbrukstidskrifter (således i tidskrifterna "Om Landbrugets kulturplanter", "Tidsskrift for landøkonomi", men främst i "Tidsskrift for landbrugets planteavl", från 1914 "Tidsskrift for planteavl"). Han gav den viktiga handeln med betfrö rationella former, vartill i särskild grad bidrog de från 1908 i "Tidsskrift for planteavl" årligen publicerade berättelserna om skörd av och handel med betfrö. 
Vidare utgav Helweg Frøavl af foderroer (1906) och Brugsfrøavl af foderroer og sukkerroer (1918). Under åren 1886–1901 var han även redaktör för "Gartner-Tidende", i vilken han skrev en mängd artiklar om odling. Han publicerade sådana även på andra ställen (bland annat i "Landmandsbogen") År 1895 utgav han en Lærebog i plantedrivning. Åren 1897–1902 var han huvudredaktör för "Nordisk illustreret havebrugsleksikon" och utgav den andra, kraftigt utökade, upplagan av detta verk (1910–12, tredje upplagan 1919 ff.). Han medverkade även i andra upplagan av "Landbrugets ordbog".

## Utmärkelser
- Riddare av Dannebrogorden,  1918[2]

[Redigera Wikidata]